# Дьяков, Владимир Анатольевич
Влади́мир Анато́льевич Дья́ков (14 июня 1919, Бакалы, Уфимская губерния — 16 ноября 1995, Мытищи, Московская область) — советский и российский историк-славист, археограф. Специалист по истории Польши и польским повстанцам XIX века. Доктор исторических наук, зарубежный член Польской Академии наук.

## Биография
Владимир Анатольевич Дьяков родился 14 июня 1919 года в селе Бакалы Белебеевского уезда Уфимской губернии (Бакалинский район Республики Башкортостан).
В 1938—1941 годах учился в Московском историко-архивном институте. Закончить учёбу помешала война.
Участник Великой Отечественной войны. В 1941 году добровольцем ушёл на фронт. Был рядовым батальона связи, затем мотострелкового батальона, окончил артиллерийское училище и командовал артиллерийским взводом, был ранен, награждён боевыми орденами и медалями. Демобилизован из армии в 1952 году.
В 1947 году заочно окончил Московский историко-архивный институт.
В 1954—1957 годах — аспирант в Московском областном педагогическом институте, в 1957—1958 годах — старший научный сотрудник Военно-исторического архива, в 1958—1959 годах — учёный археограф Главного архивного управления при СМ СССР.
В 1959 году защитил кандидатскую диссертацию по теме «Российская военная историография последней четверти XIX века».
С 1960 года работал в Институте славяноведения (впоследствии Институт славяноведения и балканистики АН СССР): старший научный сотрудник, учёный секретарь, заведующий сектором, заместитель директора, в последние годы жизни — ведущий научный сотрудник.
В 1966 году защитил докторскую диссертацию «Революционное движение в русской армии и его взаимодействие с польским революционным движением».
В. А. Дьяков — инициатор издания 25-томного документального издания по истории польского восстания 1863—1864, участвовал в подготовке двухтомника «Общественно-политическое движение на Украине. 1856—1864» (М., 1974).
Был избран председателем Международного комитета славистов, в 1990—1992 годах возглавлял Комиссию по истории мировой славистики.
В 1994—1995 годах председатель российской части Российско-польской комиссии экспертов по вопросам усовершенствования содержания школьных учебников истории, географии и литературы.
Умер 16 ноября 1995 года в Москве. Похоронен в колумбарий Нового Донского кладбище.

## Награды
- орден Отечественной войны 1‑й степени (1985)
- орден Красной Звезды (1945).

## Дань памяти
Российский государственный гуманитарный университет регулярно проводит конференцию славистов «Дьяковские чтения».